# Lagginhorn
El Lagginhorn (4.010 m s. n. m.) es una cima alpina suiza de los Alpes Peninos. Está unos pocos kilómetros al norte del ligeramente más alto Weissmies y también cerca de la ligeramente más baja Fletschhorn en el norte. Se encuentra entre Saastal y val Divedro que lleva al paso del Simplón.
El Lagginhorn es el último cuatromil en la cadena principal alpina antes del paso del Simplón; también es el cuatromil más bajo de Suiza.
La montaña fue ascendida por vez primera el 26 de agosto de 1856 por Edward Levi Ames y otros tres ingleses, junto con Johann Josef Imseng, cura de Saas, Franz Andenmatten y otros tres guías.

## Refugios alpinos
Para facilitar el ascenso a la cima y el excursionismo de alta montaña a los pies de la montaña se alzan los siguientes refugios alpinos:
- Weissmieshütte - 2.726 m
- Berghaus Hohsaas - 3.100 m
- Laggin Bivouac - 2.425 m

## Subida a la cima
La vía normal de ascenso a la cima parte del Weissmieshütte y se desarrolla a lo largo de la arista oeste.

## Clasificación SOIUSA
Según la clasificación SOIUSA, el Weissmies pertenece:
- Gran parte: Alpes occidentales
- Gran sector: Alpes del noroeste
- Sección: Alpes Peninos
- Subsección: Alpes del Mischabel y del Weissmies
- Supergrupo: Catena del Weissmies
- Grupo: Gruppo del Weissmies
- Subgrupo: Cadena Weissmies-Lagginhorn-Fletschhorn
- Código: I/B-9.V-C.6.a